# よこはまコスモワールド

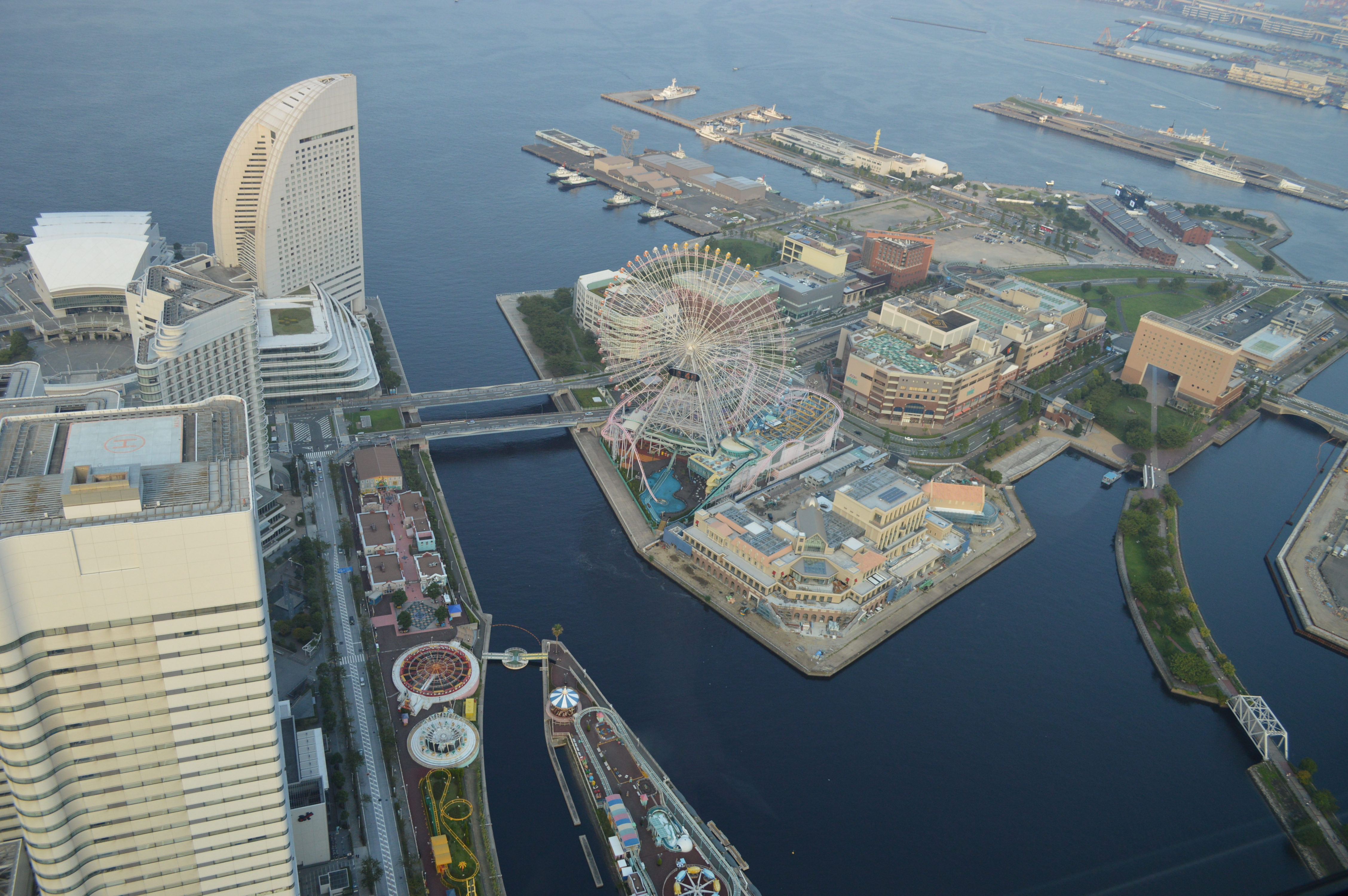
横浜ランドマークタワーのスカイガーデンからの眺め、運河を挟んで遊園地がある（2013年9月12日）

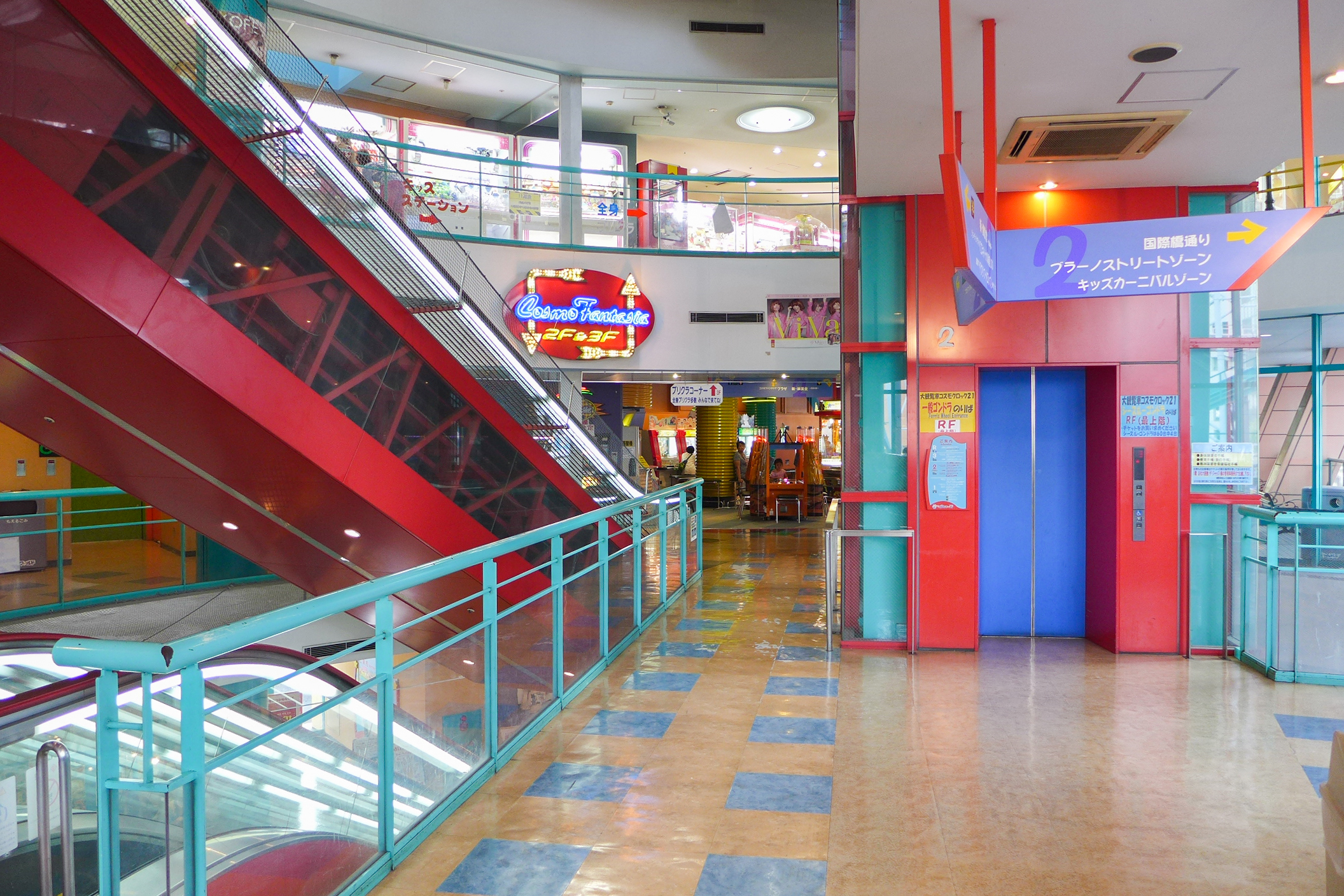
コスモファンタジア（2015年5月27日）

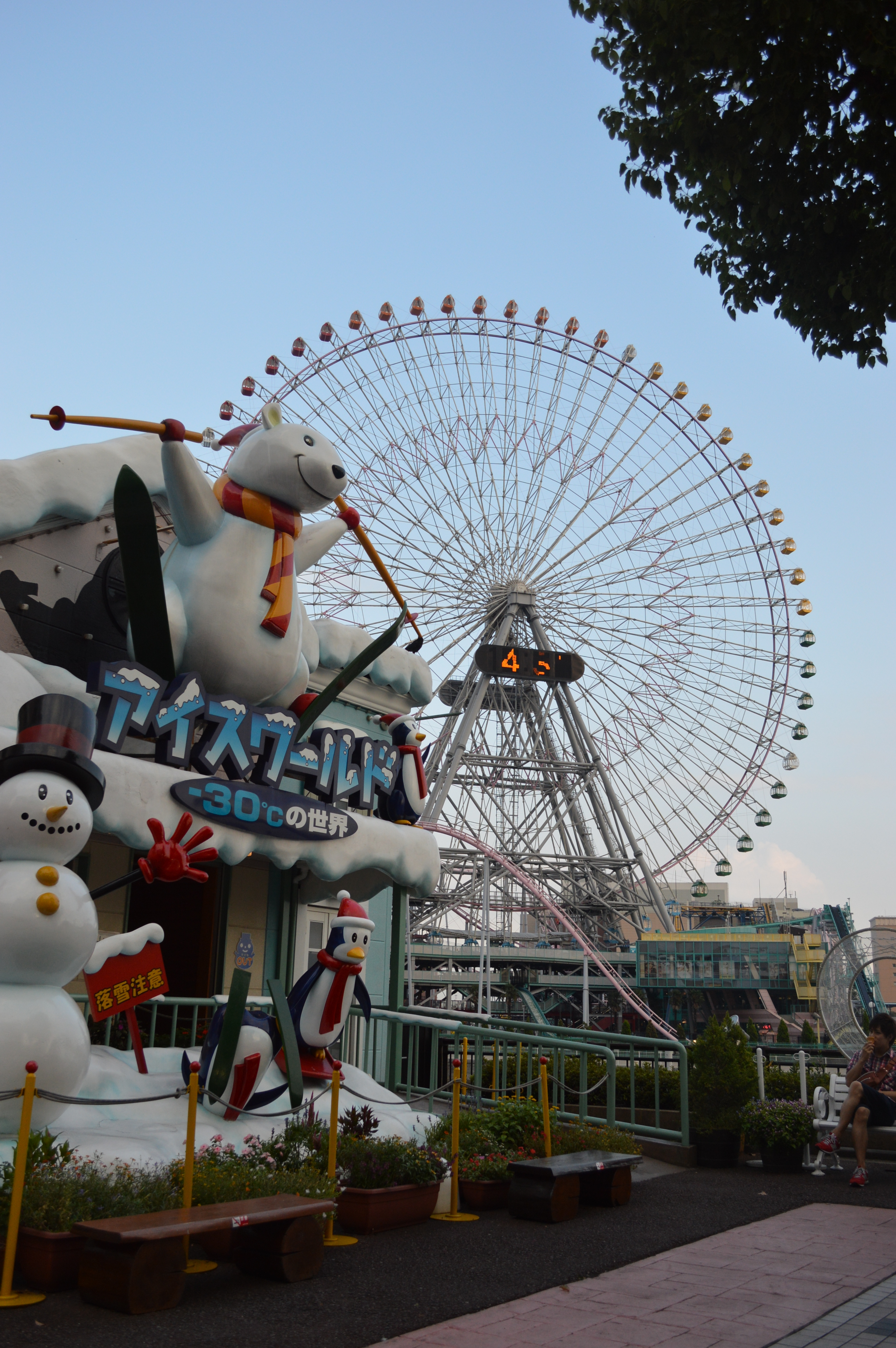
アイスワールドとコスモクロック21（2013年9月12日）

よこはまコスモワールドは、泉陽興業株式会社が経営する、神奈川県横浜市のみなとみらい地区にある都市型遊園地。立地は後述のとおり中区新港（15街区側）と西区みなとみらい（23街区側）に跨っている。
特徴としては入園が無料であることと、アトラクション毎に料金を支払うチケット購入制となっており、フリーパス（乗り放題）と呼べるチケットが存在しないことである。エリア内ではショップなども営業している。
シンボル的存在の大観覧車は週末などには営業時間中に前倒しで受付を終了するほど混雑する。

## 概要
元々は1989年の横浜博覧会にて大観覧車「コスモクロック21」と共に運営されていた 『コスモワールド・子供共和国』という出展施設の一つで、「コスモクロック21」が博覧会終了後も存続することに決まったことから、コスモワールドも運営が続けられた。当時は日本丸メモリアルパークと隣接して、みなとみらい地区の23街区のみで運営されていた。
その後、みなとみらい地区の発展が顕著となったことから、「コスモクロック21」が対岸の新港地区（15街区）側へ移転することとなり、コスモワールドも同地へ拡張することが決まった。観覧車の移転工事に伴い1997年より休業していたが、1998年に遊戯施設のみで暫定オープンした後、1999年3月18日には移転組み立て作業の完了した「コスモクロック21」と共に正式にリニューアルオープンしている。
現在でも運河を挟んで15街区と23街区で運営されている が、後述するように共に暫定施設の扱いとなっている。

## 施設
「ワンダーアミューズ・ゾーン」（15街区）と「ブラーノストリート・ゾーン」「キッズカーニバル・ゾーン」（共に23街区）の3ゾーンからなる。

### ワンダーアミューズ・ゾーン
水と緑にあふれた空間の中に、前衛的でアートフルな建築デザインが融合した“未来の理想的な遊空間”がテーマコンセプト。次のアトラクションがある。
- みなとみらいや横浜市のシンボルとして親しまれている世界最大の時計型大観覧車「コスモクロック21」
- 世界初の水中突入型ジェットコースター「バニッシュ」
- 落とし込み世界最大の急流すべり「クリフ・ドロップ」
- スピニング・コースター
- 幽霊堂-鈴の鳴るほうへ-
- シューティングライド「エキドナの洞窟」3D
- 「ミラーアドベンチャー」〜巨大万華鏡の世界〜
- ゲームライド「スモッグ王国大冒険」
- VRV 〜VIRTUAL REALITY VEHICLE〜
- オバケハンター2 〜ガシャドクロの逆襲〜
- 宝石さがし トレジャーコレクション
- コスモファンタジア・ストリート
- ダウンタウン
- キディライド

### ブラーノストリート・ゾーン
イタリア・ブラーノ島にある水辺のカラフルな町並みをイメージテーマに展開。次のアトラクションがある。
- ハイテクを駆使したホラーハウス「恐怖の館」
- カード迷路「ぐるり森大冒険」
- マイナス30度の極寒が体感できる「アイスワールド」
- ビックリ・ふしぎ館「コスモパニック」
- カーニバルストリート
- ハイテクアミューズ コスモファンタジア
- スーパープラネット
- ギャラクシー
- ファミリー・バナナ・コースター
- ディスク・オー

### キッズカーニバルゾーン
子供たちが現実の世界を忘れて思う存分遊べるように、運河に挟まれた出島部分に子供向け遊具を集約。夢のある「おとぎの島」のイメージを追求。次のアトラクションがある。
- イルミネーションの豪華な2層式「メリーゴーランド」
- 親子で空中散歩が楽しめる「サイクルモノレール」
- 北極探検をテーマにした小型急流すべり「ノースポール」
- 幼児用の乗り物「サファリペット」「バッテリーカー」「キディライド」
- オーシャン・スインガー
- 新幹線・ロッキー号
- ハイテクアミューズ コスモファンタジアキッズ

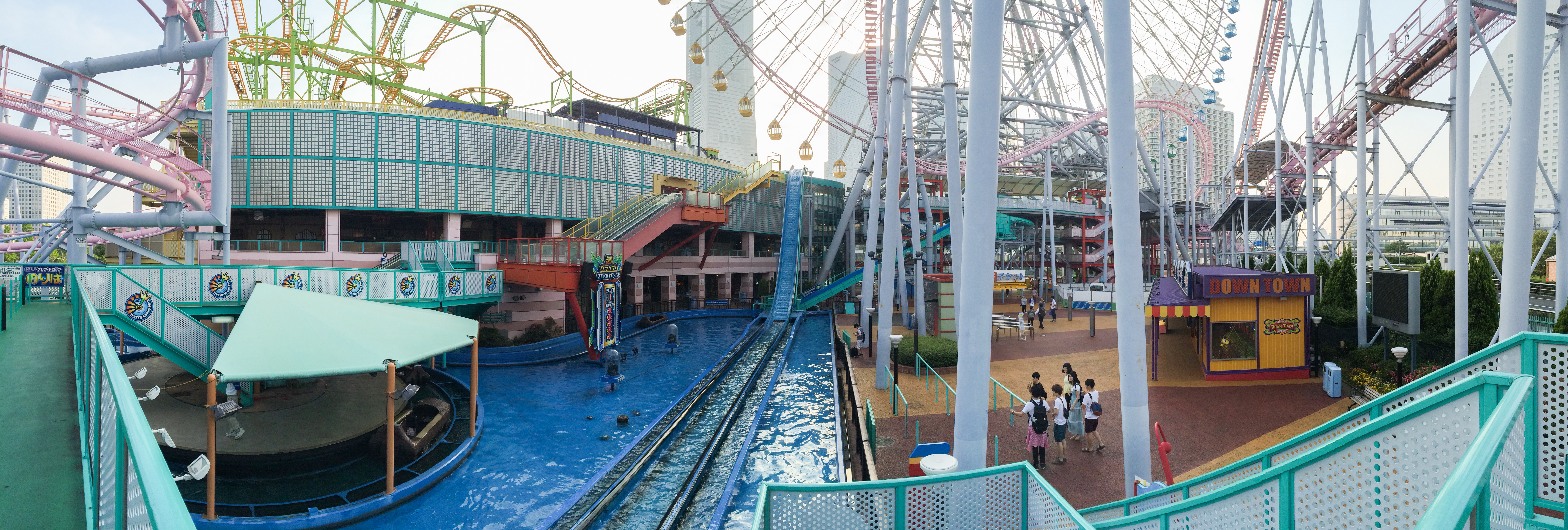
パノラマ写真

## 交通アクセス・営業案内
- JR・横浜市営地下鉄「桜木町駅」から徒歩約10分
- みなとみらい線「みなとみらい駅」から徒歩約2分

### 休園日
休園日や営業時間の詳細は公式サイト内「営業カレンダー」を参照。
- 毎週木曜日休園（祝日及び繁忙期 (GW・お盆・年末年始) 期間は開園）

## 当施設が登場する作品・番組
主な映画
- タイヨウのうた
- ゴジラvsモスラ
- L♥DK
- 名探偵コナン 探偵たちの鎮魂歌 - テーマパーク「ミラクルランド」のモデル。

主なドラマ
- 花より男子2
- たったひとつの恋
- PS-羅生門-
- 神はサイコロを振らない
- ケータイ刑事 銭形零 - 1st・2ndシリーズのオープニングの一場面。
- 喰いタン
- 僕の生きる道
- アンナさんのおまめ
- 家族〜妻の不在・夫の存在〜
- ブラザー☆ビート
- Mother
- Woman
- 明日、ママがいない
- デート〜恋とはどんなものかしら〜
- ヤスコとケンジ

他、多数の映画・テレビドラマの撮影に使われている。
その他
- 噂の!東京マガジン - 「平成の常識やってTRY」のコーナーに使用。
- SEKAI NO OWARI『炎と森のカーニバル』の歌詞は当施設をモチーフにしている。

## ロープウェイの整備
2018年5月には当施設を運営する泉陽興業による、桜木町駅周辺から新港地区まで汽車道沿い約600メートルに日本初の都市型ロープウェイ（索道）を整備する空中交通構想が浮上。2019年2月にはロープウェイ計画の詳細が公表され、それによると桜木町駅前から横浜ワールドポーターズ前の運河パークまで南側の北仲通地区寄りの汽車道沿いにロープウェイ「YOKOHAMA AIR CABIN（ヨコハマ・エア・キャビン）」 を当初2020年夏に開催する予定であった東京オリンピック開幕前の開業を目指し整備するとしていたが、その後の資材調達や工期の遅れなどから半年以上ずれ込み、2021年4月22日に開業を迎えた。泉陽興業が計画に係る費用を全額負担するため公費負担はない。
ロープウェイは両区間（総延長約630メートル）を片道約5分で接続。ゴンドラ・駅舎・支柱のライトアップ（照明デザイン）は、横浜ベイブリッジや東京タワー、姫路城などのライトアップも手掛けた石井幹子が担当する。
割引サービスとして、大観覧車「コスモクロック21」とのセット券も用意されているが販売は当施設内では実施していない。

## 一部敷地における公園再整備計画

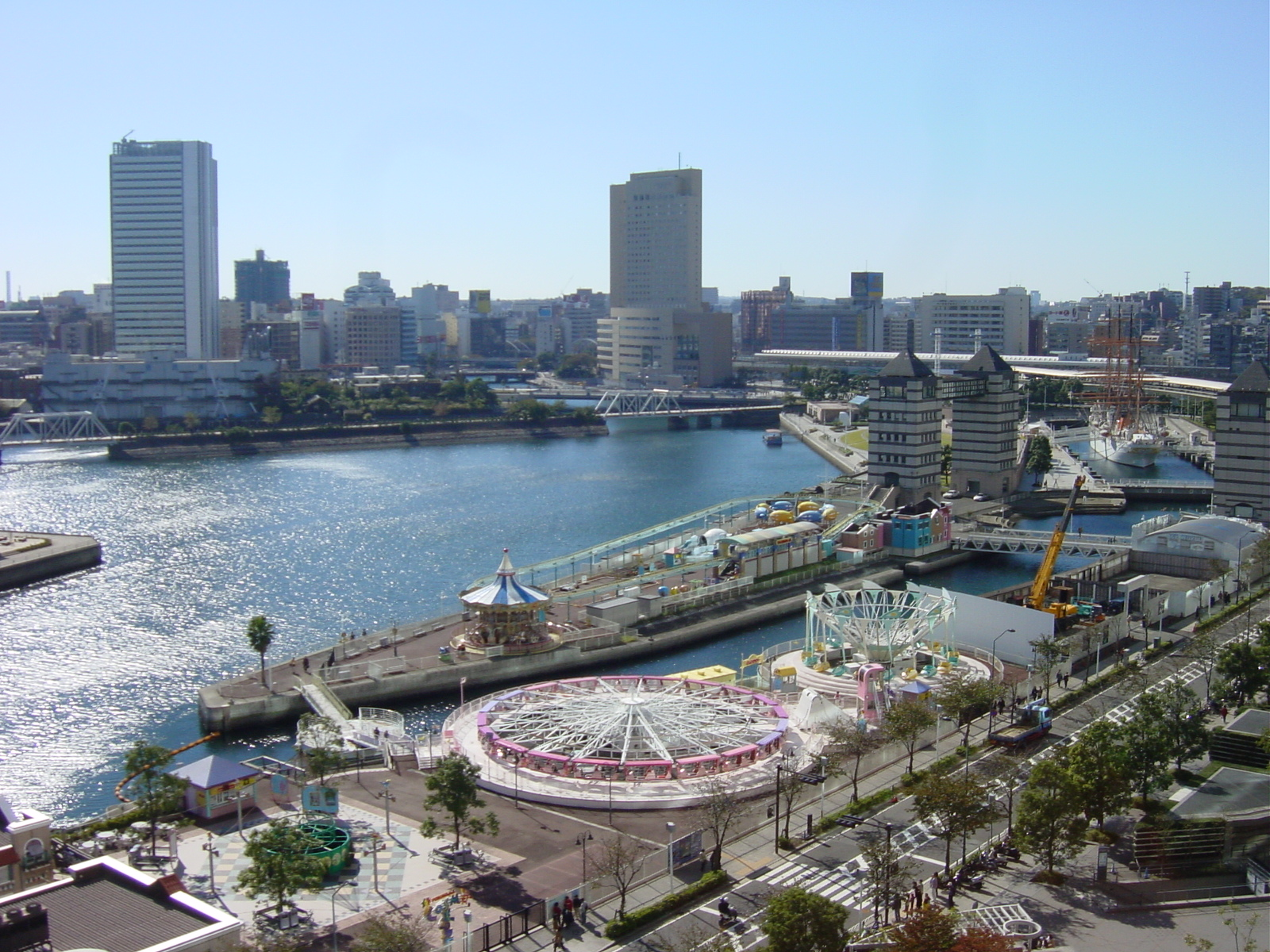
再整備計画のある23街区側
（2002年11月21日）

リニューアル開園後10年以上経過してもなお人気施設とはなっているが、敷地は全体において横浜市の保有であり暫定施設の扱いとなっている。このうち、当施設の目玉でもある「コスモクロック21」などがある15街区方（新港地区側）の「ワンダーアミューズ・ゾーン」は当面存続する見込みである。
一方、当初は敷地の一部に当たる23街区方（日本丸地区）の賃貸契約が2009年3月に終了となるため、契約終了後にこの敷地を更地にして市へ返還、跡地は市が計画する日本丸メモリアルパークの再整備事業（拡張部分）に充てられる予定であった。しかし、2009年に入ると2011年3月までの2年間の契約延長が決定、その後も随時延長されており2017年時点で契約期間の終了時期等についてアナウンスもなく、当街区における運営についても当面継続する見込みとなった。2018年10月には、当街区内の「ブラーノストリート・ゾーン」のうち室内系のアトラクション（低層の建物群）などがあるパシフィコ横浜寄りの一部エリアを閉鎖し、既存の建物を取り壊した上でリニューアル工事に着手、4階建ての施設としてリニューアルオープンする計画が公表されている。計画名は『YCW日本丸地区リニューアル工事』で当初の計画では2020年夏頃の開業を目指していたが、同年より続いているコロナ禍の影響などもあって度々延期となり、2024年9月時点の計画では結果的に9年近く遅れて既存施設の解体工事は2027年9月に着手予定、4階建ての新規施設工事は同年12月に着工し2029年3月竣工予定となっている。このため、少なくとも同エリアについては運営を長期間継続する可能性がより高くなっている。